# Itikāf

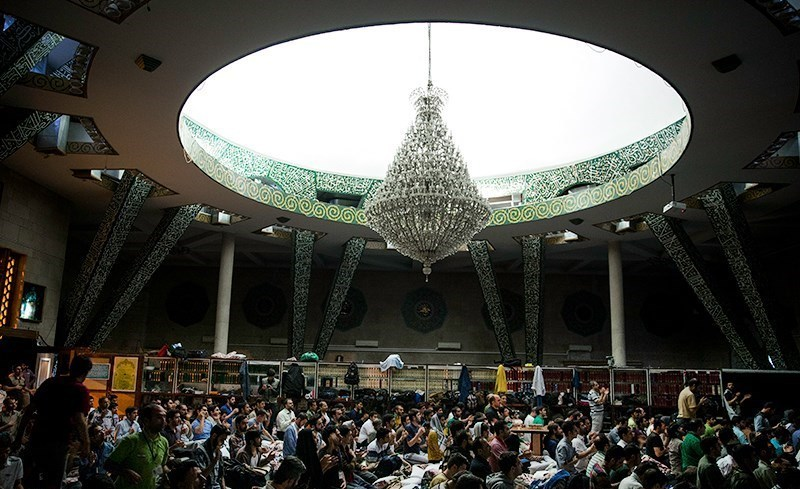
I'tikaf à l'Université de Téhéran en Iran, avril 2016.

Itikāf (arabe : اعْتِكَاف) est une pratique islamique (une retraite spirituelle) consistant à rester dans une mosquée pendant quelques jours (au moins trois jours), à se consacrer à l'ibadah pendant ces jours et à s'éloigner certaines des affaires du monde,.
Le sens littéral du mot suggère de coller et d'adhérer, ou d'être régulier dans quelque chose. Il est particulièrement apprécié des musulmans fervents pendant les 10 derniers jours du Ramadan, durant lesquels on s'isole dans une partie de la mosquée et passe tout son temps à adorer.